# 阿尼奥拉
阿尼奥拉，是西班牙安达卢西亚自治区科尔多瓦省的一个市镇。总面积113平方公里，总人口1579人（2001年），人口密度14人/平方公里。